# ライカミング T53
ライカミング T53（英語: Lycoming T53）は、アメリカ合衆国のライカミング・エンジンズが開発したターボシャフト/ターボプロップエンジンのシリーズ。現在は、ライカミング・エンジンズがハネウェル・エアロスペースに買収されたのに伴い、同社の製品となっている。
本機の開発計画は、1952年より開始され、ユンカース ユモ 004の開発を主導したアンゼルム・フランツ博士によって主導された。1955年には試作機が完成し、1958年には最初の量産機が登場した。その圧縮機は、5段の軸流式圧縮機と1段の遠心式圧縮機によって構成されている。

## バリエーション
T-53-L-1/5/9/11
初期に生産されたバージョンで、出力は825 hp (615 kW)ないし1,100 shp (820 kW) である。民間バージョンはT5309, T5311, T5317と称されている。
1962年に登場した最終発達型の-11は海外でもライセンス生産が行なわれ、日本の川崎重工業、ドイツのKHD社、イタリアのピアジオ社で生産された。
T-53-L-13
1966年より生産が開始された改良型で、出力は1,400 hp (1044 kW)に強化されている。
民間バージョンはT5313と称されている。また、ターボプロップ型として、-15が派生した。
T-53-L-701
ターボプロップ型の改良型。出力は-15型と同じく1,400 hp (1044 kW)であるが、電子的制御が導入されている。
T-53-L-703
-13をもとにした改良型で、出力は1,800 hp (1342 kW)にさらに強化されている。-13から-703への転換キットも公表されており、UH-1HP ヒューイ-IIの一環としてセールスされている。民間バージョンはT5317Bと称されている。
また姉妹機として、より大型で強力なライカミング T55も開発された。

## 搭載機種
- アメリカ合衆国
  - ベル 204 / UH-1A〜C, E, M（T53-L-1, -5, -13）
  - ベル 205 / UH-1D, H, HP（T53-L-11, -13, -703）
  - ベル 209 / AH-1（T53-L-13, -703）
  - ベル 210（T53-517B）
  - ベル 214（T53-L-702）
  - XV-15（LTC1K-4K; T53-L-13Bの派生型）
  - カマン K-600-3/5 / HH-43B/F（T53-L-11A）
  - カマン K-1200 K-MAX（T53-L-17）
  - バートル VZ-2（YT53-L-1）
  - ライアン VZ-3（T53-L-1）
  - ドーク VZ-4（YT-53）
  - グラマン OV-1（T53-L-7）

- カナダ
  - カナディア CL-84
- スイス
  - F+W C-3605
- 西ドイツ
  - 210形 (西ドイツ国鉄)
- 日本
  - 富士・ベル 205B / UH-1J（T53-K-703）
- 中華民国（台湾）
  - AIDC T-CH-1（T53-L-701）
  - AIDC XC-2（T53-L-701）